# 神殿奉献
神殿奉献（しんでんほうけん）は、『新約聖書』に書かれているイエス・キリストの生涯のエピソードの1つ。四福音書のうち「ルカによる福音書」にのみ記述がある（2章22-38）。
『ルカによる福音書』によればマリアは律法で定められた産後の清めの期間を終えた後、モーセの律法に従って（「レビ記」12章、「出エジプト記」13章2、「民数記」18章15-16）、長子であるイエスをエルサレムの神殿に捧げに行く（神殿奉献）。そこで救い主を待ち望んでいたシメオンと女預言者アンナに会い、幼子の将来についての予言を聞いた。彼らは救い主の誕生を民衆に語った。

## 絵画
美術でも比較的よく描かれる主題である。中でもジョット・ディ・ボンドーネのものが名高い。
- 神殿奉献 (ベッリーニ)
- 神殿奉献 (アンブロージョ・ロレンツェッティ)
- 神殿奉献 (マンテーニャ)
- 神殿奉献 (ロッホナー、1445年)